# Fernando Derveld

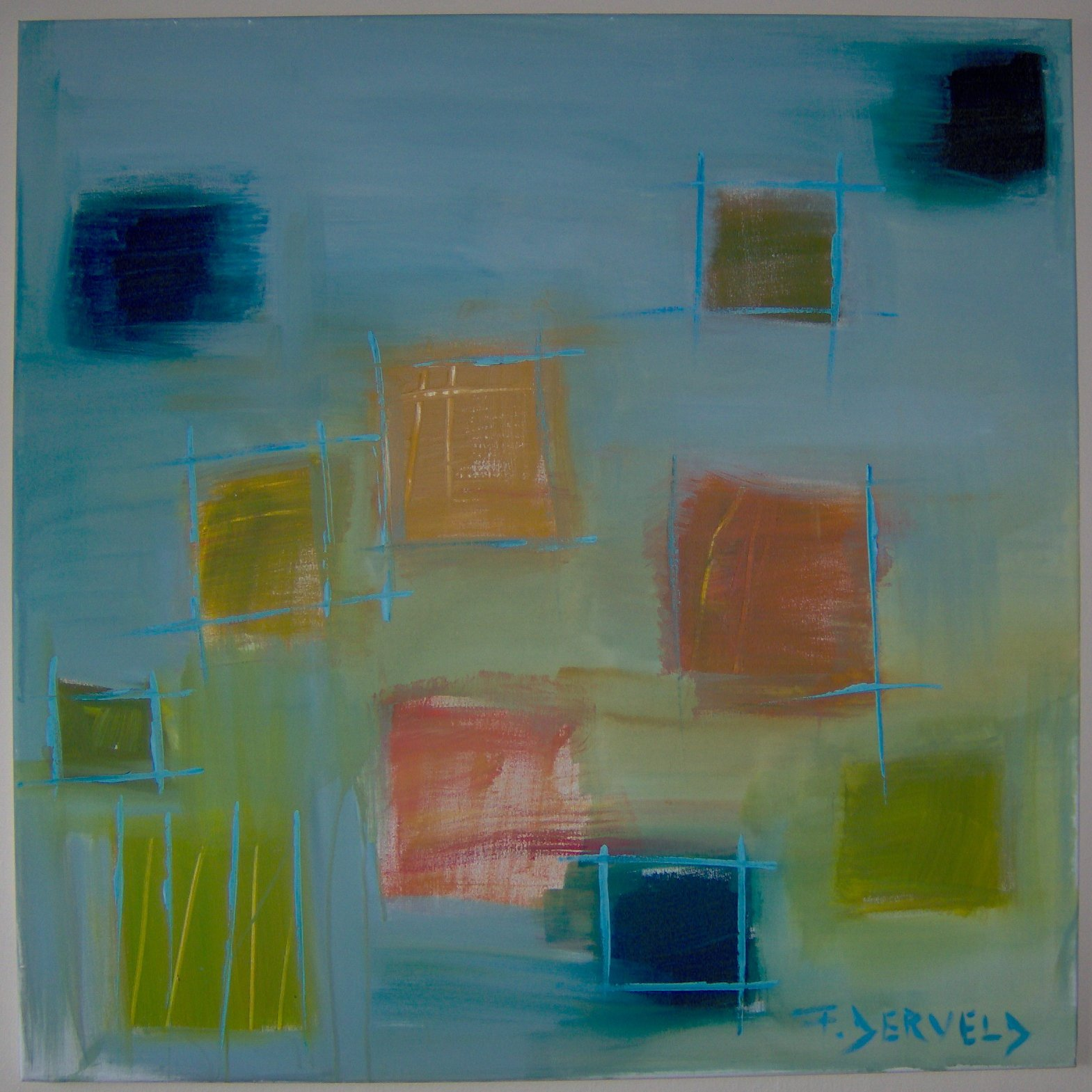
Een schilderij van Derveld.

Fernando Derveld (Vlissingen, 22 oktober 1976) is een Nederlands voetballer die in de jeugd speelde bij SV Walcheren en vanaf 1995 bij PSV. De Vlissinger vertrok in 1996 naar Willem II waar hij twee seizoenen lang 40 keer aan spelen toekwam en ook zijn eerste doelpunt in zijn loopbaan maakte (uit bij sc Heerenveen). Later kwam hij naar Haarlem waar hij ook twee seizoenen speelde.
Later verliet hij Haarlem voor Norwich City waar hij ook verhuurd werd aan West Bromwich Albion. Nadat seizoen ging hij voor 5 jaar naar het Deense Odense BK waar hij zijn beste tijd had. Odense verkocht hem aan sc Heerenveen en deed het in het seizoen 2005-06 goed. Maar hij werd later toch weer verkocht aan het Deense Esbjerg fB. In het seizoen 2008-2009 speelde hij zes wedstrijden voor de eerstedivisieclub FC Dordrecht. Het contract werd in november 2008 ontbonden, hij kon niet aan de verwachtingen van trainer Gert Kruys voldoen.
Fernando Derveld heeft ook verschillende schilderijen gemaakt. Er werden enkele schilderijen van Dervelds hand verkocht bij een liefdadigheidsactie in Esbjerg.
| Seizoen   | Club                    | Wedstrijden | Doelpunten | Competitie             |
| --------- | ----------------------- | ----------- | ---------- | ---------------------- |
| 1995/96   | Willem II               | 7           | 0          | Eredivisie             |
| 1996/97   | Willem II               | 16          | 0          | Eredivisie             |
| 1997/98   | Willem II               | 17          | 1          | Eredivisie             |
| 1998/99   | Haarlem                 | 23          | 0          | Eerste divisie         |
| 1999/2000 | Haarlem                 | 14          | 0          | Eerste divisie         |
| 1999/2000 | Norwich City FC         | 5           | 0          | First Division         |
| 2000/01   | Norwich City FC         | 17          | 1          | First Division         |
| 2000/01   | West Bromwich Albion FC | 2           | 0          | First Division         |
| 2001/02   | Odense BK               | 32          | 2          | Superligaen            |
| 2002/03   | Odense BK               | 31          | 1          | Superligaen            |
| 2003/04   | Odense BK               | 30          | 2          | Superligaen            |
| 2004/05   | Odense BK               | 29          | 2          | Superligaen            |
| 2005/06   | sc Heerenveen           | 18          | 1          | Eredivisie             |
| 2006/07   | Esbjerg fB              | 23          | 0          | Superligaen            |
| 2007/08   | Esbjerg fB              | 11          | 0          | Superligaen            |
| 2008/09   | FC Dordrecht            | 6           | 0          | Eerste divisie         |
| 2009/10   | Baronie                 | 26          | 0          | Hoofdklasse B          |
| 2010/11   | Leonidas                |             |            | Hoofdklasse A          |
| 2011/12   | BVCB                    |             |            | Eerste klasse zaterdag |
| Totaal    |                         | 307         | 10         |                        |